# Eleonore Christine Harboe
Eleonore Christine Harboe (født 4. december 1796 i København, død 1. april 1860 i Rom) var en dansk maler.
Hun var datter af kaptajnløjtnant, senere kommandør Frederik Ludvig Carl Harboe (1758-1811) og Marie født Kallager (1770-1845). Besjælet af en varm kærlighed til malerkunsten syslede hun ivrigt dermed hele sit liv, dog indskrænkede hun sig mest til samvittighedsfuldt udførte kopier efter ældre mestre. Som veninde af admiralinde Wessel Brown (gift med Peter Caspar Wessel Brown), boede hun en del år i dennes hus, indtil hun i efteråret 1856 rejste til Rom, hvor hun levede nogle år for sin kunst og døde i en katolsk stiftelse der den 1. april 1860 af kræft. Kort i forvejen var hun blevet konventualinde i Støvringgård Kloster (den 5. februar), men kom således ikke til at nyde godt deraf.
Hendes værker har siden været udstillet på Kvindernes Udstilling i København 1895 og på Kvindelige Kunstneres retrospektive Udstilling i samme by 1920. 

## Værker
- Martha og Magdalene, kopi efter Pompeo Batoni (1829, Statens Museum for Kunst)
- Charles I Stuart, kopi efter Antoon van Dyck (tilhørte Støvringgård indtil 1986)
- Altertavle, kopi efter Rafael (Dybe Kirke ved Ringkøbing)
- Johanne Frederikke Balle, f. Harboe (1833, malet efter en buste)
- Holmens provst Frederik Carl Gutfeld (Holmens Kirke)
- To kopier efter hollandske mestre (tilhørte professor Carl Ferdinand Wessel Brown)
- Portræt af Moderen Marie Harboe (f. Maren Kallager (f. 2/5 1771 på Mejlgård og døbt 17/5 i Glæsborg Kirke, Djurs Nørre Herred, død 24/10 1845 i København). Portrættet er gengivet i Poul Steen: ”Slægtsnotater” som har det fra Lauritz.com, hvor det blev handlet 5/5 2011 for 4-5.000 kroner. -